# MEN'S FOUR ビリビリFriday
『MEN'S FOUR ビリビリFriday』（めんずふぉー・びりびりふらいでー）は、エフエム山口が金曜日の11:30 - 15:55に放送していた生放送によるラジオ番組である。通称「ビリフラ」。
2004年4月放送開始。2006年2月24日の放送で、放送開始から100回目を数えたが、番組改編に伴い2006年3月末で放送終了。時間帯が一部移動の上リニューアルし、ビリフラMAXとなった。
番組タイトルの由来は、最初に枠設置の時点で金光がプロデューサーに呼ばれた時に、「男2人、鈴木と縦帯やるから。」と言われたところから。「MEN'S FOUR」は「男2人で4時間（強）放送」という意味合い。また、「ビリビリ」は「ビリビリとイカす放送をしたい」という意味が込められている。

## パーソナリティと番組内でのあだ名
- BB金光 - 本人曰く、「主任」。「金光さん」か「金（キン）ちゃん（プロデューサーがこう呼ぶらしい）」。番組のステッカーに「主任」と入っていた後からリスナー内では「（金光）主任」というのが浸透。
- 鈴木晶久 - 「アッキー」か「鈴木（君）」（金光アナが呼ぶ）が基本。ステッカーにおいて、「調べものならお任せ」といっている。最近は「ガリガリくん」「コメ」「脱輪」などと新しいあだ名がつくこともしばしば。「アッキー」というのは入社当時から番組内やゲスト出演した先輩の番組で言われている。

これらのあだ名は、リニューアル後の「ビリフラMAX」でも使用されていた。

### スタジオでのアシスタントとあだ名
- 俊山真美 - 「俊山さん」が基本。しかし、最近は「(真美)姫」と呼ばれているが、本人は満更でもないようだ。2006年3月で金曜昼枠から卒業。

## 内容
おもにリスナーからのメッセージを紹介して、それについてフリートークをする。1時間に1回 - 2回の割合でいろいろの名店舗からの情報やインフォメーションをする。フリートークのときは大抵BB金光の言葉に対し鈴木が「オイ!オイ!」だとか「コラ!コラ!」などとツッこむ。2005年10月21日の放送では、テーマが「貴方の知っている替え歌」というテーマだったが番組始まって以来の大量のメッセージが届いたという。

### 主なコーナー
- 11:30 オープニング
- 11:55 中国新聞ニュース
- 12:00 クイズ・メール着順選手権
- 12:15 エンターテイメント・チェック
- 12:30 着うたTOP10（提供：Vodafone（現ソフトバンクモバイル））
- 12:50 クイズ・メール着順選手権 ウィナー発表
- 12:55 FM県民ダイアリー
- 13:30 スポーツチェック
- 13:45 もうすぐお誕生日(エントリーが多いと2時台にも放送)
- 13:55 テレマートラジオショッピング
- 14:15 FM Radio Shopping (JFNC)
- 14:30 道路交通情報
- 14:35 こんなのいやだ!
- 14:55 若槻千夏ACADEMY (JFNC)
- 15:05 爆笑!すくすく山口っ子!うちのバカチン!!

### かつて存在したコーナー
- ザ・都市伝説「貴方のあまり知らない世界…」（2004年7月 - 8月）
2005年8月13日のメインメッセージテーマとして、「貴方のあまり知らない世界2005」をした時は、スタジオのBGMがいきなり止まるなどのハプニングがあった。
- 24 -TWENTY FOUR-タイアップ企画「世界一短いジョンへの手紙」（2005年8月 - ?）
- それゆけ秋芳町（2005年4月 - 2005年11月）
- 鈴木晶久 格付けチェック（2005年12月 - 2006年3月）
- 世界イナバウアー選手権（2006年3月3日 - 17日）
- カマン俊山の占いパレス
- カマン俊山の占いリクエスト
- トヨタカローラ山口presents“テイスティング・ドライブ”（担当：木谷美帆/15:35 - ）（2005年11月 - 12月）

## 公開生放送
半年に一回程度、公開生放送が行われ、番組内で特別企画が行われた。
- 2005年4月29日 - 大浜海水浴場（下関市豊北町角島）「ビリビリフライデー つのしまECOフェスタスペシャル」
ゲスト・ア・カッペラーズ
- 2005年9月23日 - シーモール下関（下関市竹崎町）
- 2005年12月23日 - 山口ケーブルビジョン1階特設スタジオ（山口市中園町）

| エフエム山口 平日11:30 - 15:55の番組                            | エフエム山口 平日11:30 - 15:55の番組 | エフエム山口 平日11:30 - 15:55の番組                                  |
| 前番組                                                          | 番組名                               | 次番組                                                                |
| --------------------------------------------------------------- | ------------------------------------ | --------------------------------------------------------------------- |
| 11:30 CO-CO MIX 13:00 FRIDAY GOES ON! 〜あっ、それいただきっ!〜 | MEN'S FOUR ビリビリFriday            | 11:30 ランチタイムブレイクSkip×Skip×Skip 13:00 ビリフラMAX ( - 18:55) |